# Powergaming
Powergaming je určitý způsob hry na hrdiny, jejíž těžiště leží ve vývoji hráčské postavy tak, aby byla tak silná, jak jen to je možné, obvykle na úkor ostatních aspektů hry, jako je například interakce postav.